# هاري غوتليب
هاري غوتليب (بالإنجليزية: Harry Gottlieb)‏ هو رسام أمريكي، ولد في 1895 في بوخارست في رومانيا، وتوفي في 4 يوليو 1992 في نيويورك في الولايات المتحدة.